# Eugenia cuaoensis
Eugenia cuaoensis är en myrtenväxtart som beskrevs av Mcvaugh. Eugenia cuaoensis ingår i släktet Eugenia och familjen myrtenväxter. Inga underarter finns listade i Catalogue of Life.